# Скобейки (Ошмянский район)
Скобейки (бел. Скабе́йкі) — деревня в Ошмянском районе Гродненской области Белоруссии. В составе Новосёлковского сельсовета.

## География
Ближайшие населённые пункты Козяны, Павловцы и др.
Пролегает дорога Н-7107.

## Этимология
Название от одноосновного балтско-литовского имени типа Skabeika / Skabeikis. Это же имя фигурирует в Переписи войска Великого Княжества Литовского 1528 г. среди василишского боярства: "Янъ Скобеиковичъ". Фамилия "Скобейко" фиксируется и в Переписи Лидской шляхты 1765 г. (в Желудском приходе).

## История
В 1905 году в Ошмянском уезде Куцевичской волости Виленской губернии.
До 2 декабря 1961 года деревня входила в состав Повяжинского сельсовета, до 12 ноября 1973 года — в состав Куцевичского сельсовета.

## Население

### Численность
- 2009 год — 5 человек

### Динамика
- 1999 год — 16 человек (перепись населения)
- 2009 год — 5 человек (перепись населения)[2]